# Associazione Sportiva Gubbio 1910 2008-2009
Questa pagina raccoglie le informazioni riguardanti l'Associazione Sportiva Gubbio 1910 nelle competizioni ufficiali della stagione 2008-2009.

## Rosa
| N. |                   | Ruolo | Calciatore         |
| -- | ----------------- | ----- | ------------------ |
|    | Italia (bandiera) | A     | Marco Agostinelli  |
|    | Italia (bandiera) | D     | Matteo Anania      |
|    | Italia (bandiera) | A     | Daniele Bazzoffia  |
|    | Italia (bandiera) | C     | Filippo Borgogni   |
|    | Italia (bandiera) | D     | Marco Briganti     |
|    | Italia (bandiera) | D     | Gionata Bruni      |
|    | Italia (bandiera) | C     | Cristiano Caleri   |
|    | Italia (bandiera) | C     | Andrea Cecchetti   |
|    | Italia (bandiera) | A     | Alessandro Corallo |
|    | Italia (bandiera) | A     | Daniele Crispino   |
|    | Italia (bandiera) | A     | Federico Duranti   |
|    | Italia (bandiera) | D     | Simone Farina      |
|    | Italia (bandiera) | D     | Andrea Fiumana     |

| N. |                   | Ruolo | Calciatore           |
| -- | ----------------- | ----- | -------------------- |
|    | Italia (bandiera) | C     | Emanuele Gaggiotti   |
|    | Italia (bandiera) | C     | Marco Gallozzi       |
|    | Italia (bandiera) | D     | Valerio Genesio      |
|    | Italia (bandiera) | C     | Roberto Iacoponi     |
|    | Italia (bandiera) | P     | Nicolò Manfredini    |
|    | Italia (bandiera) | C     | Osvaldo Mannucci     |
|    | Italia (bandiera) | D     | Ivan Marconi         |
|    | Italia (bandiera) | P     | William Marinelli    |
|    | Italia (bandiera) | A     | Omar Martinetti      |
|    | Italia (bandiera) | D     | Giuseppe Orlando     |
|    | Italia (bandiera) | C     | Alessandro Sandreani |
|    | Italia (bandiera) | P     | Jacopo Vergari       |
|    | Italia (bandiera) | C     | Filippo Zacchei      |